# Západofranská říše
Západofranská říše, někdy též Západofrancká říše, je obecně užívané historické pojmenování pro raně středověký státní útvar zvaný Západní Franky (latinsky Francia occidentalis) neboli Království západních Franků (latinsky regnum Francorum occidentalium).
Západofranská říše vznikla v roce 843, kdy byla původní velká Franská říše Verdunskou smlouvou rozdělena na tři části: západofranskou, východofranskou a středofranskou. Vlády nad nově vzniklými územími se ujali tři synové posledního franského krále Ludvíka I. Pobožného. Nejstarší Lothar I. se ujal vlády ve Středofranské říši, mladší Ludvík II. Němec ve Východofranské říši a nejmladšímu Karlovi II. Holému připadla Západofranská říše. Středofranskou říši si opět mezi sebou rozdělili synové Ludvíka I. Severní část, kterou obdržel Lothar II., si podle smlouvy z Meersenu roku 870 rozdělili Karel Holý a Ludvík II. Němec. Úděl Ludvíka II. Italského po jeho smrti v roce 875 přičlenil ke své říší Karel a 25. prosince 875 byl v Římě korunován na císaře.
Dědictví po Karlu II. Holém se ujali syn Ludvík II., švagr Boso z Provence, od roku 880 král dolnoburgundský, a v Itálii synovec Karloman. Ludvík II. Koktavý byl korunován v Troyes 7. září 878 papežem Janem VIII.
Během 10. století začala moc Karlovců upadat, král přímo vládl pouze v Paříži a jejím okolí. Po smrti bezdětného krále Ludvíka V. byl roku 987 zvolen francouzským králem Hugo Kapet z vlivného rodu Robertovců.

## Západofranští králové
- 843 – 877: Karel II. Holý
- 877 – 879: Ludvík II. Koktavý

Rozdělení Franské říše Verdunskou smlouvou: Ludvík II. Němec oranžově, Karel II. Holý modře, Lothar I. zeleně

Západofranská říše

- 879 – 882: Ludvík III. (vládl v severní části říše)
- 879 – 884: Karloman II. (vládl v jižní části říše, od 882 v celé říši)
- 884 – 887: Karel III. Tlustý
- 888 – 898: Odo
- 898 – 923: Karel III. Prostý (protikrál 893 – 898)
  - 922 – 923: Robert I. (protikrál)
- 923 – 936: Rudolf
- 936 – 954: Ludvík IV. Zámořský
- 954 – 986: Lothar I.
- 986 – 987: Ludvík V. Lenivý